# Fritz Axel From
Fritz Axel From, född 20 november 1925 i Tärnaby Västerbottens län, död 11 maj 2008, var en svensk målare och grafiker. 
From studerande konst för Theodor Gellerstedt 1950-1958 och för Stanley Jones Siade i Los Angeles. Bland hans offentlig arbeten märks utsmyckning av Hörsalen vid Svea Livgarde i Stockholm. Han bedrev en omfattande forskning och experiment med litografiska arbetsmetoder inom konstnärligt hantverksmässiga ramar. From är representerad vid Örnsköldsviks museum samt i ett flertal statliga konstitutioner, landsting och kommuner. 
From dog 82 år gammal och begravdes på Trångsunds begravningsplats. Vid hans grav står en utsmyckad gravsten med gyllene inskription. Graven ligger i kvarter 5 och har nummer 0098. 